# 網紋狸藻
網紋狸藻（學名：Utricularia reticulata）為狸藻屬似一年生中型至大型陸生或半水生的食虫植物，为印度與斯里蘭卡的特有种。其生长于濕地草原或是岩石表面的潮湿土壤中。其分布于低海拔地区，最高可至海拔750米。其亦是稻田常見雜草。花莖具有明顯的纏捲現象。
其种加词“reticuluma”意为“网纹的”。
1808年，詹姆斯·爱德华·史密斯正式描述了网纹狸藻，但并未引用標本，而是提及了亨德里克·冯里德的1689年《馬拉巴的花園》（Hortus Malabaricus）中的插图。
本種在外觀上常與禾葉狸藻混淆，台灣園藝市場流通的網紋狸藻，其實幾乎都是禾葉狸藻。

## 外部連結
- 食虫植物照片搜寻引擎中网纹狸藻的照片 （页面存档备份，存于）

 维基共享资源上的相關多媒體資源：网纹狸藻